# محمد أبو عبيد
محمد أبو عبيد (21 يناير 1972 -)، إعلامي فلسطيني. يعمل في قناة المشهد، وهو مقدم أخبار سابق في قناتي العربية والحدث الإخباريتين، التابعتين لمجموعة قنوات إم بي سي.

## نشأته
ينحدر من بلدة عرابة في محافظة جنين، حيث نشأ وتربى ودرس حتى أنهى دراسته الثانوية، وسافر لروسيا لمتابعة تعليمه الجامعي، ولكنه عاد بعد عامين والتحق بجامعة بيرزيت ليدرس التاريخ والعلوم السياسية، وخلال دراسته برز نشاطه الوطني والسياسي الذي عرضه للاعتقال في السجون الإسرائيلية مرتين عام 1990 لمدة 3 شهور تحقيق، وعام 1996 لمدة أربع شهور. وعمل في الجامعة في قسم العلاقات العامة خلال فترة دراسته.
كان لوالده المتوفي خلال فترة مراهقته الأثر الكبير عليه، فقد نشأ على حب التعليم والثقافة، ويقول أن والدته كانت مدرسته الأولى، وهي التي تحملت مسؤولية تربية أبنائها، ومنعهم من التأثر بالثقافة الإسرائيلية المحيطة.

## العمل الإعلامي
- عمل في قناة العربية من مايو عام 2003م.
- عمل في قناة الحدث منذ تأسيسها عام 2012م.
- انتقل للعمل في قناة المشهد في 2023م.[2]

## أبوعبيد والمقالة
يكتب المقالة الأسبوعية على موقع العربية الإلكتروني، مواضيع مقالاته مختلفة من سياسية واجتماعية وأدبية وفنية.

## أبوعبيد والمرأة
يلقب أبوعبيد بـ «نصير الاثنتين:المرأة واللغة» لاهتمامه الكبير بالمرأة واللغة، وكتاباته عنهما؛ فيقول عن المرأة أنها دنياه وعالمه، ولا يستطيع العيش بدونها، وهي موضوع شعره، ويتمنى لو عرف كل نساء العالم، ويدافع عن المرأة المضطهدة ويرفض أن تكون مجرد وسيلة للمتعة، فالمرأة -كما يقول- هي مكمل له في الإنسانية.

## وصلات خارجية
- لفاء مع صحيفة سبق الالكترونية
- مقالاته
- لقاء مع صحيفة العرب اليوم
- لقاء مع مجلة لها
- موقع العربية نت
- لقاء مع الإمارات اليوم